# Jerry Brown
Edmund Gerald (Jerry) Brown jr. (San Francisco, 7 april 1938) is een Amerikaans politicus van de Democratische Partij. Hij diende in totaal 16 jaar als gouverneur van de Amerikaanse staat Californië: twee termijnen tussen 1975 en 1983 en opnieuw twee termijnen tussen 2011 en 2019. Verder was Brown onder meer burgemeester van Oakland (1999-2007) en procureur-generaal van Californië onder de Republikeinse gouverneur Arnold Schwarzenegger (2007-2011).

## Levensloop
Pat Brown, de vader van Jerry Brown, was ook gouverneur van Californië. Brown studeerde aan de Santa Clara-universiteit. Daarna vervolgde hij zijn studie aan Sacred Heart Novitiate, een seminar van Jezuïeten. Brown wilde aanvankelijk priester worden, maar bedacht zich en maakte de overstap naar de Universiteit van Californië-Berkeley. Daar behaalde hij in 1961 een Bachelor of Arts in de Klassieke oudheid. In 1964 behaalde hij zijn Juris Doctor aan de rechtenfaculteit van Yale.
Na zijn afstuderen werkte Brown als klerk bij het Hooggerechtshof van de staat Californië. Daarna begon hij zijn eigen advocatenpraktijk. In 1970 werd Brown gekozen als de Secretary of State van de staat Californië.
Brown stelde zich in 1974 verkiesbaar voor het gouverneurschap van Californië. Bij de Democratische voorverkiezingen had hij tegenstand van Bob Moretti, voorzitter van het Huis van Afgevaardigden van Californië, en Joseph L. Alioto, burgemeester van San Francisco. Hij won de voorverkiezingen, mede vanwege de bekendheid van zijn vader. Hij won de algemene verkiezingen ook makkelijk, doordat de Republikeinse Partij op dat moment een slechte naam had vanwege het Watergateschandaal.

## Gouverneurschap
Op fiscaal gebied was Brown conservatief. Hij wilde weinig uitgeven. Op het hoogtepunt van zijn ambtsperiode had Californië er een financieel overschot van 5 miljard dollar. Ook persoonlijk leefde hij sober. Hij weigerde rondgereden te worden in de beschikbare limousine. Ook bewoonde hij niet de residentie die beschikbaar was voor de gouverneur, maar nam in plaats daarvan een klein appartement.
In de eerste termijn van Brown werd ook Proposition 13 aangenomen. Hij was daar tegenstander van. Proposition 13 was een wet die bepaalt dat er een tweederdemeerderheid nodig was om nieuwe belastingen in te voeren. Omdat die meerderheid vrijwel altijd onhaalbaar bleek, probeerden de opeenvolgende gouverneurs om alle diensten te blijven verlenen zonder de belastingen te verhogen. Dit systeem zou uiteindelijk leiden tot grote financiële tekorten voor de staat Californië. In de tijd van Brown was daar nog weinig van te merken, omdat er door het overschot van 5 miljard dollar nog voldoende kon worden uitgegeven.
Brown nam als gouverneur ook veel groene maatregelen. Hij was tegenstander van de doodstraf en sprak daar als gouverneur ook zijn veto over uit. Dit werd overruled door de wetgevende macht van Californië. Hij stelde ook rechters aan die tegen de doodstraf waren.
In zijn tweede termijn benoemde Brown verschillende rechters die openlijk homoseksueel waren. Daarmee was hij de eerste in de Verenigde Staten.
In 1982 besloot Brown zich niet verkiesbaar te stellen voor een derde termijn, maar in plaats daarvan voor de Senaat. Deze verkiezingen verloor hij echter van Pete Wilson, burgemeester van San Diego.

## Presidentskandidaat
Als gouverneur stelde Brown zich tweemaal verkiesbaar voor het presidentschap. De eerste keer, in 1976, won hij de Democratische voorverkiezingen in verschillende staten. Hij werd derde, na afgevaardigde Morris Udall en gouverneur Jimmy Carter van Georgia. Deze laatste zou uiteindelijk tot president worden verkozen.
Brown daagde in 1980 Carter uit bij de Democratische voorverkiezingen. Doorgaans ontvangt een zittende president zonder veel moeite opnieuw de nominatie van zijn partij bij de presidentsverkiezingen. Brown had echter veel zelfvertrouwen door zijn goede uitslag bij zijn herverkiezing in 1978. Hij had zijn Republikeinse opponent Evelle Yonger met een verschil van 1.3 miljoen stemmen verslagen, het grootste verschil in de geschiedenis van Californië. Hij kreeg echter minder steunbetuigingen en fondsen dan hij had verwacht. Dat kwam mede doordat senator Ted Kennedy zich ook verkiesbaar had gesteld. Bij de eerste voorverkiezingen in New Hampshire haalde hij net 10 procent van de stemmen, en daarom trok hij zich al snel terug.
Na zijn gefaalde poging in de Senaat gekozen te worden leek zijn politieke carrière voorbij. Hij reisde naar Japan en bestudeerde daar het boeddhisme. Ook bezocht hij moeder Theresa in India. In 1989 keerde hij toch weer terug in de politiek als voorzitter van de Democratische Partij in Californië. Vroeg in 1991 stapte hij echter op en kondigde aan zich verkiesbaar te stellen voor de Senaat. Hij leidde in de peilingen, maar trok zich ook daar terug, omdat hij besloot zich voor een derde maal verkiesbaar te stellen voor het presidentschap
Brown kondigde aan vooral een einde aan de corruptie en carrièrepolitici Washington D.C. te willen maken. Hij wilde zelf ook het goede voorbeeld geven en kondigde aan alleen campagnedonaties tot een bedrag van 100 dollar te accepteren. Een ander belangrijk plan was dat er maximale zittingstermijnen moesten komen voor Congresleden.
Brown deed het slecht bij de voorverkiezingen in Iowa en New Hampshire, maar won in de staten Maine, Colorado, Nevada, Alaska en Vermont. Het duurde pas tot Super Tuesday dat de pers hem begon te zien als een serieuze kandidaat. Op dat moment waren alleen nog senator Paul Tsongas en gouverneur Bill Clinton over in de race. Tsongas werd uit de race gedwongen en Brown leek een serieuze bedreiging te gaan vormen voor Clinton toen hij in de staat Connecticut won. Brown maakte bij de voorverkiezingen in New York echter de fout aan te kondigen te overwegen Jesse Jackson te nomineren als zijn kandidaat voor het vicepresidentschap. Jackson had in het verleden verschillende antisemitische uitlatingen gedaan en de aankondiging van Jackson viel niet goed bij de (Joodse) kiezers in New York. Daarna won Brown ook in geen enkele staat meer. Op de Democratische conventie mocht Brown nog wel een toespraak houden. Opvallend was dat hij zich daar niet achter Bill Clinton, de Democratische presidentskandidaat schaarde.

## Burgemeester van Oakland
Brown stelde zich in 1996 verkiesbaar voor het burgemeesterschap van Oakland, een stad met bijna een half miljoen inwoners in Californië. Hij deed dit als onafhankelijke kandidaat, omdat hij de Democratische Partij had verlaten. Hij vond het tweepartijensysteem corrupt. Als burgemeester zette hij vooral in op revitalisering van de stad. Hij trok verschillende grote bedrijven aan en probeerde iets te doen aan de langzame leegloop van de stad.

## Procureur-generaal aanklager van Californië
Brown wilde in 2006 procureur-generaal van de staat Californië worden en werd ook verkozen. Inmiddels was hij weer lid van de Democratische Partij. Als procureur-generaal moest hij ook de staat vertegenwoordigen in processen waarin de doodstraf werd geëist. Hij had aangegeven zijn eigen persoonlijke mening daarbij opzij te zetten. In juni 2008 bracht hij een zaak aan tegen de Bank of America vanwege vermeende misleiding in advertenties voor hypotheken. In oktober 2008 kwam het tot een regeling tussen Brown en de bank.

## Opnieuw gouverneur
In 2010 stelde Brown zich opnieuw verkiesbaar voor het gouverneurschap van Californië. Hij versloeg bij de verkiezingen van dat jaar zijn Republikeinse opponente Meg Whitman, de vroegere presidente van Ebay, met ruime cijfers. Op 3 januari 2011 werd hij na 28 jaar opnieuw gouverneur.
Tijdens zijn gouverneurschap zette Brown vooral de begroting op orde; Californië kampte immers met grote schulden en stond op de rand van het faillissement.
Voor de gouverneursverkiezingen van 2014 stelde Brown zich opnieuw kandidaat en werd herkozen. Hij versloeg de Republikeinse kandidaat Neel Kashkari met 60% tegen 40%. Na twee aansluitende termijnen mocht hij zich bij de verkiezingen van 2018 niet nogmaals verkiesbaar stellen. Hij werd in januari 2019 opgevolgd door zijn luitenant-gouverneur Gavin Newsom.
Burnett · McDougall · Bigler · N. Johnson · Weller · Latham · Downey · Stanford · Low · Haight · Booth · Pacheco · Irwin · Perkins · Stoneman · Bartlett · Waterman · Markham · Budd · Gage · Pardee · Gillett · H. Johnson · Stephens · Richardson · Young · Rolph · Merriam · Olson · Warren · Knight · P. Brown · Reagan · J. Brown · Deukmejian · Wilson · Davis · Schwarzenegger · J. Brown · Newsom
- Bibliothèque nationale de France: cb16970708p (data)
- Gemeinsame Normdatei: 11932573X
- International Standard Name Identifier: 0000 0001 1487 0443
- Library of Congress Control Number: n80131844
- National Archives and Records Administration: 10569950
- Nationale Bibliotheek van Israël: 987007317927905171
- Nationale Bibliotheek van Polen: a0000003780699
- Nederlandse Thesaurus van Auteursnamen: 075117436
- SNAC: w67376c3
- Système universitaire de documentation: 129352578
- Union List of Artist Names: 500274877
- Virtual International Authority File: 1320107
- WorldCat: E39PBJcwwYJq8XbbBmt6dwRh73